# Jai Mahal
Jai Mahal (São Paulo, 1 de janeiro de 1961), é um radialista, cantor e compositor. Foi um dos precursores do cenário reggae paulista e é um grande difusor do estilo (e também da nova mpb) através do rádio.

## Carreira

### Início- Décadas de 70 e 80
Iniciou sua carreira no reggae na década de 70, com 16 anos. Sua primeira investida na música foi em 1978, ao lado de Nando Reis, Vange Leonel, Cao Hambúrguer e Paulo Monteiro, surgindo a primeira geração de bandas do reggae paulistano nos anos 80: Sinsemila, Pacíficos da Ilha e Nomad, que povoavam o teatro Mambembe ao lado do pessoal do hip hop, como Thaíde & DJ Hum.

### Década de 90
Nos anos 90, o programa Reggae Raiz comandado por Jai Mahal e China Kane, na rádio Brasil 2000 – 107,3 FM, foi um dos responsáveis pela disseminação do reggae em São Paulo.
Em 1991, teve seu primeiro disco Original Café, lançado junto a banda Os Pacíficos da Ilha, em vinil, mixado e prensado na Jamaica, na Tuff Gong gravadora de Bob Marley.
Jai Mahal dono da Jai Mahal Records, loja de discos e bar, atraiu mais de 3.000 pessoas por noite nos finais de semana e revolucionou o movimento reggae na Vila Madalena, bairro boêmio de São Paulo.
Em 1998, Jai Mahal e sua banda, Os Pacíficos da Ilha gravaram o CD do Original Café. O relançamento, em 2000, deu o que falar: Jai Mahal fez uma performance/instalação em frente ao prédio da antiga MTV, onde ficou acampado com móveis e geladeira durante três meses. “Malucão larga a vida boa para morar na rua” foi o título da matéria no Notícias Populares.
Jai Mahal esteve 4 vezes na Jamaica, sendo que duas delas na cobertura do festival Reggae Sunsplash.
Ele segue como radialista em duas emissoras: na rádio Cultura AM com os programas "Reggae de Bamba" e “Bamba Jam”.  E na Rádio Cidadã, a comunitária do Butantã, com o programa “Já regou suas plantas?”.

### A volta - Os Pacíficos da Ilha
Em 2014, Jai Mahal e Os Pacíficos da Ilha lançaram o disco e DVD Invisívelman depois de 14 anos em produção. O disco conta com parcerias e participações de Arnaldo Antunes, Isaar, Lucio Maia (Nação Zumbi/Zulumbi), Osvaldinho da Cuíca. A mixagem é assinada por Victor Rice (NY) e Buguinha Dub.
Em 2019 lançaram o disco “Imperatriz Assassina”, que conta com a produção musical de Gerson da Conceição. Neste, álbum, Jai Mahal e sua banda, Os Pacíficos da Ilha, adicionam ao repertório novos ritmos como samba, funk, blues, psicodelia e um som meditativo indiano. A faixa título ganhou um videoclipe-animação com as participações de Carlos Careqa e Arrigo Barnabé.

## Discografia

### - Jai Mahal e Os Pacíficos da Ilha
·      1991- Original Café;
·      2014 – Invisivelman Tour (Ao Vivo);
·      2019 – Imperatriz Assassina;